# フォルクスワーゲン・ジェッタ
ジェッタ（Jetta ）はドイツの自動車メーカー、フォルクスワーゲンが北米を中心に、欧州・中南米・アジア・オセアニアなどで販売する、主に4ドアセダンを中心としたモデル。Cセグメントにカテゴライズされ、ベース車両はゴルフである。
パサート、シロッコなどと同様、車名は風の呼び名に由来しており、ジェッタの名称はジェット気流に由来する。3代目以降は向け地によってヴェントやボーラなどの車名も使用されている。

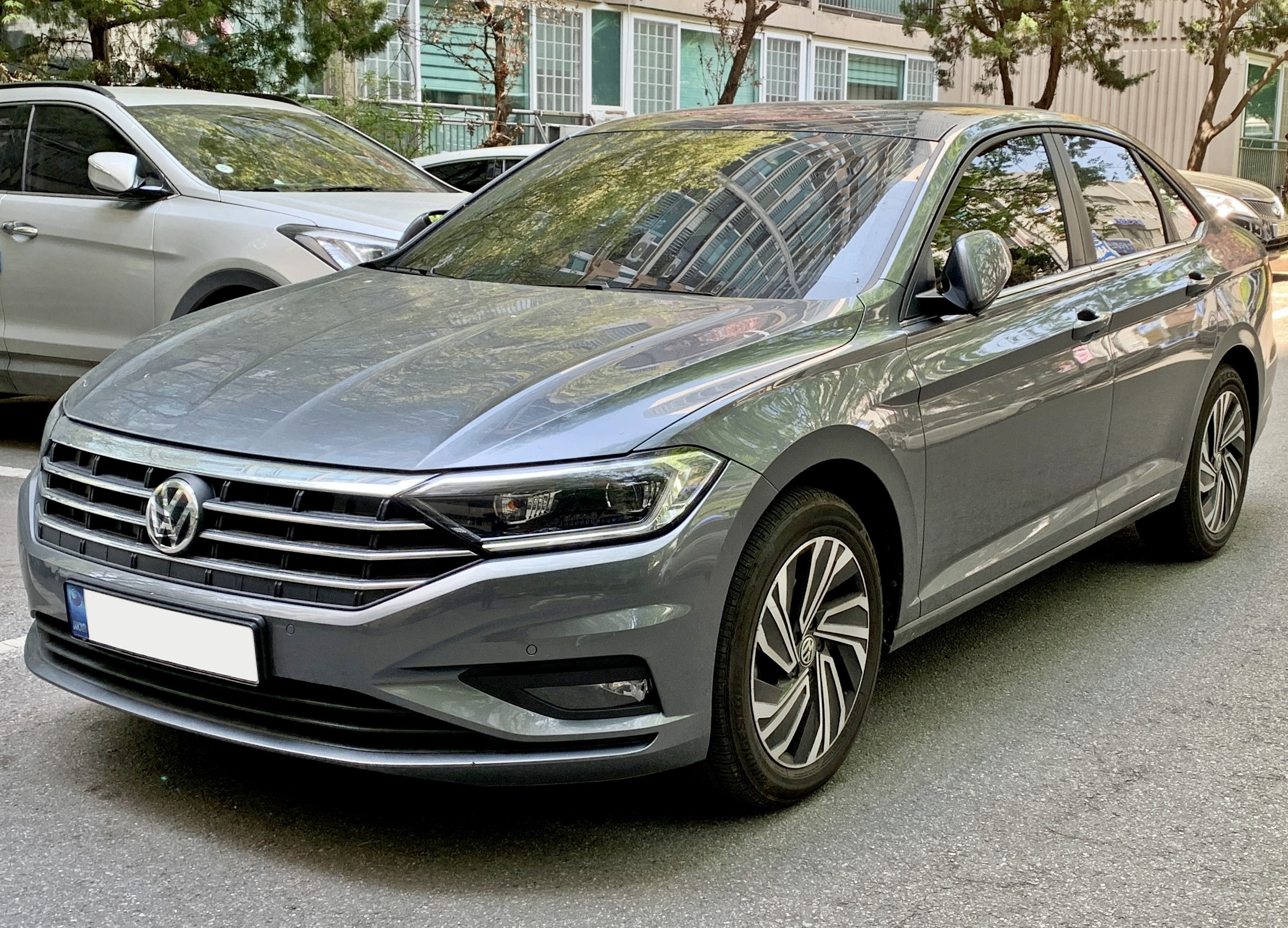
Volkswagen Jetta

なお、北米と欧州・日本の各国ではジェッタの名を持つセダンの世代数に違いがあるが、ここでの記述はゴルフをベースとした一連のセダンとしての世代数と一致する、北米での世代数を用いている。

## 歴史

### 初代

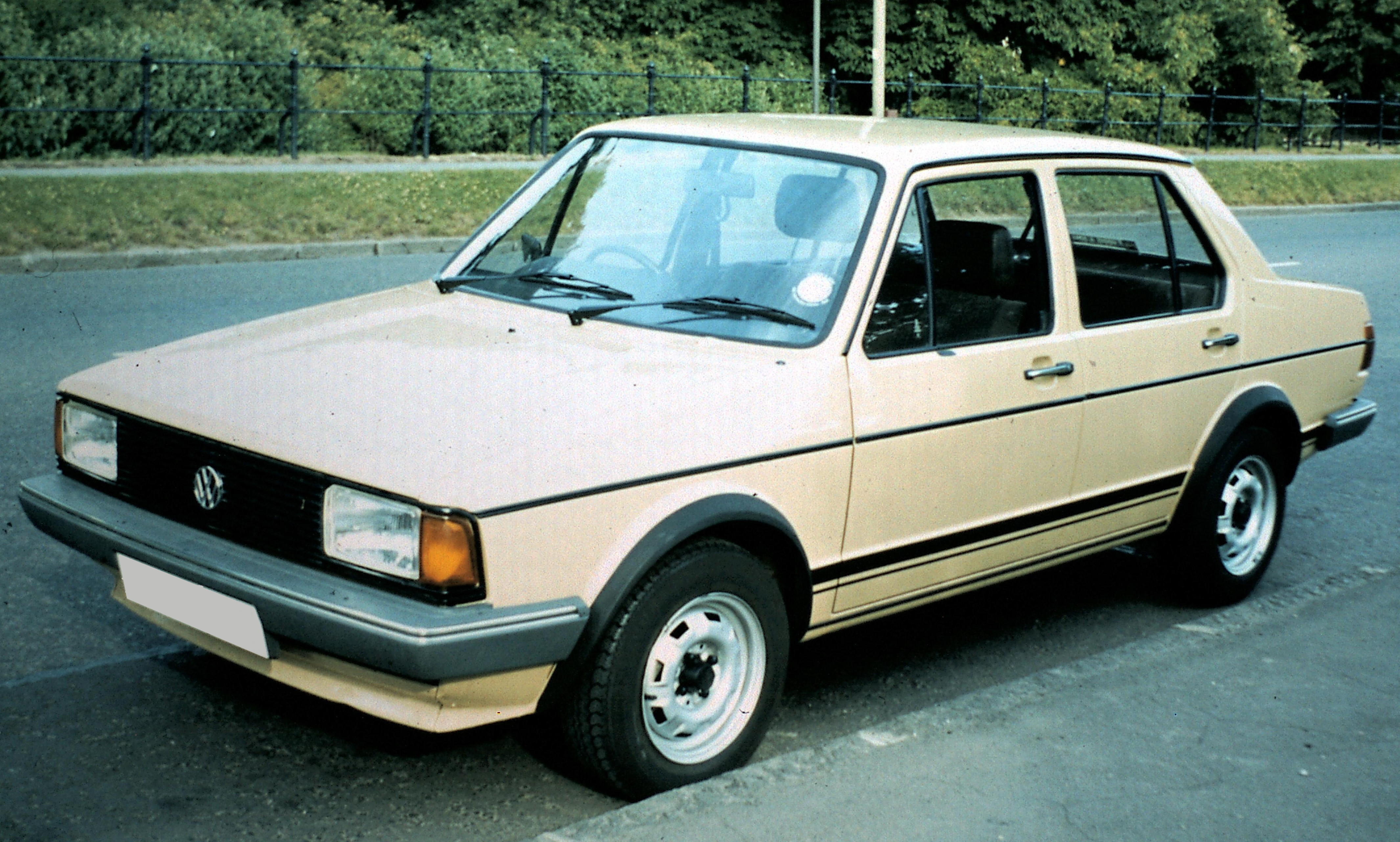
初代ジェッタ4ドア

ゴルフIをベースに、独立したトランクルームを追加したノッチバック型セダンタイプとして開発された。
北米市場や保守派層を対象としたモデルであり、ヘッドライトはゴルフの丸形に対し角形とされた。ゴルフとパサートの中間モデルともいえる。ボディ形状は2ドアセダンと4ドアセダンがあった。特筆すべきはそのトランク容量で、630Lとクラス最大だった。
日本へはヤナセにより1981年に初めて導入され、上級グレードのGLE・4ドアのモノグレードでトランスミッションも3速ATのみだった。ゴルフ同様1982年にGLiと名称が変更され、1983年には廉価版のCiを追加した。なおGLiが左ハンドル、Ciが右ハンドルのみの設定。また、ゴルフに採用されていた開閉式三角窓はなぜかジェッタでは羽目殺しとなっていた。
- 1.7L直列4気筒SOHCインジェクション、78馬力（GLE/Ci/GLi）

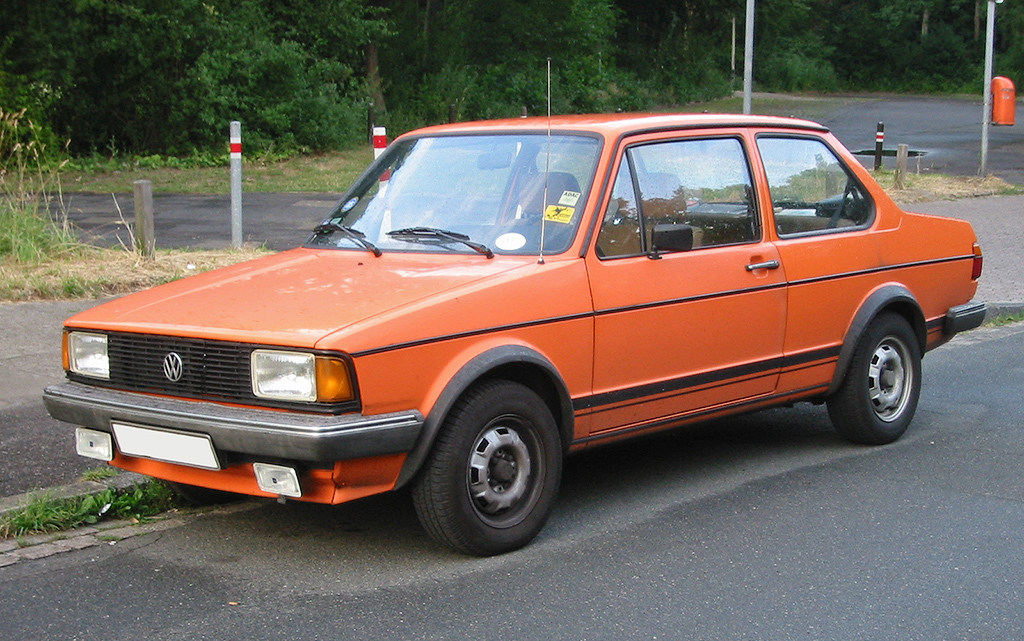
初代ジェッタ2ドア

### 2代目
ゴルフIIをベースとしたモデル。

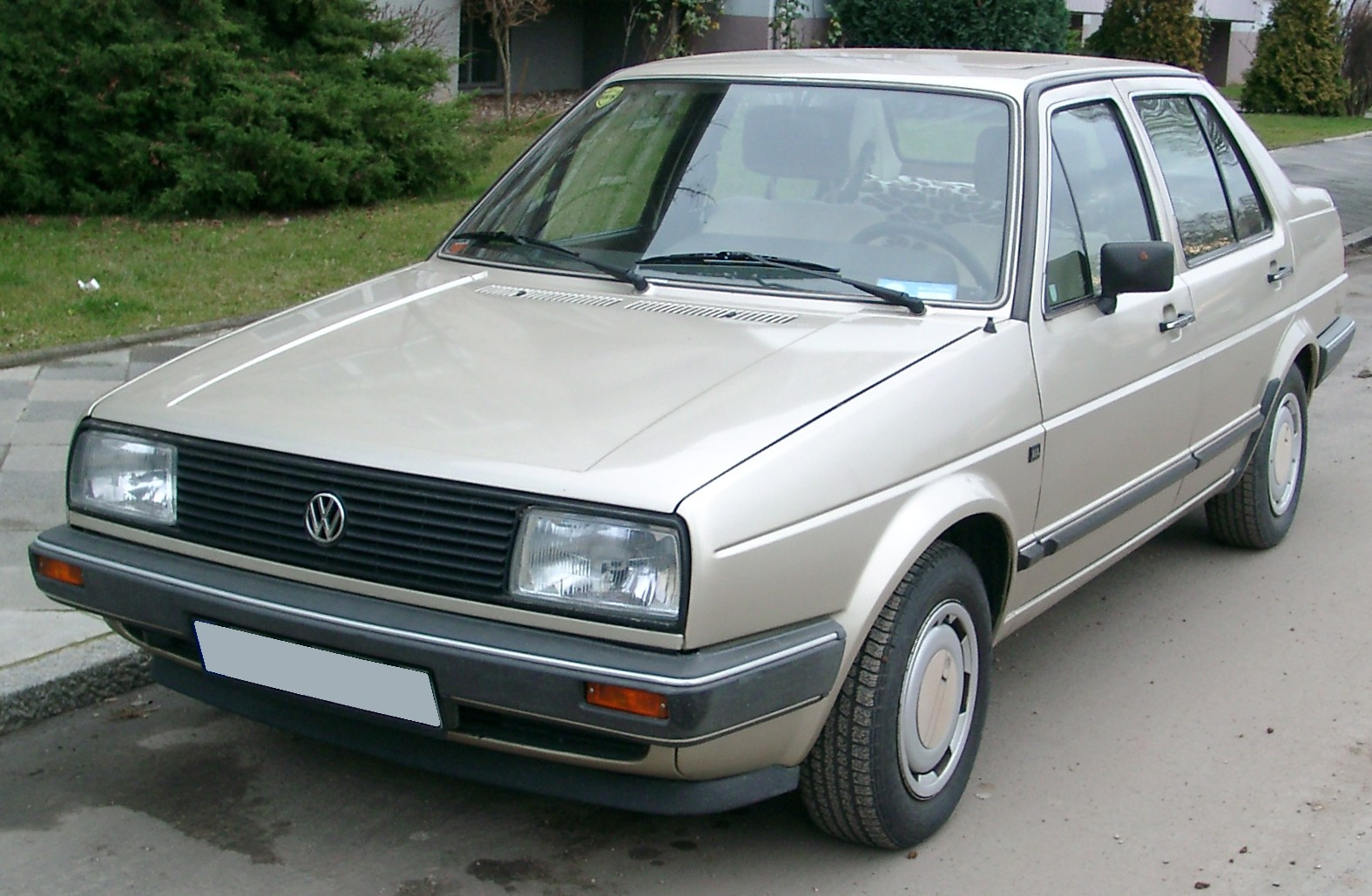
2代目ジェッタ4ドア

角形2灯式ヘッドライトをはじめとしたデザインは初代ジェッタのイメージを継承している。ボディ形状は2ドアセダンと4ドアセダンがラインアップされた。またトランクはハイデッキ化され、空力特性の改善とトランク容量の拡大に貢献した。トランク容量はVDA方式測定で575リットルと当時の3ボックス車の中で世界最大容量となり、カタログでもそのことを大々的に謳っていた。
日本には1985年より1992年までヤナセにより正規輸入されている。1.8Lガソリン仕様と1.6Lディーゼルターボ仕様の2つのバリエーションが展開された。導入初年度は廉価版のCi、豪華版のGLX、ディーゼルのGLDターボ3グレードのラインナップだったが、1986年から主力グレードのCLiと、ゴルフGTIと同様のエンジンや装備を持たせたGTがラインナップされる。1987年にはゴルフ同様にフルタイム4WDのCLシンクロが導入されるが、左ハンドルMTのみという仕様がネックとなり、正規輸入はこれまたゴルフ同様、モデルライフ途中で打ち切られている。1988年にはゴルフ同様マイナーチェンジを行い、その内容は、通常グレードのエンジン換装（GTと同じ物へ、GTはDOHC16Vを追加）、フロントグリル変更、三角窓廃止に伴うドアミラー取り付け位置の変更、右ハンドル車のワイパー支点変更などだった。また、同年には2ドアモデルが限定販売された（後に正式グレードに昇格するも不人気で1年限りで販売終了）。1989年にはやや複雑になっていたグレードが整理されGLi、GLDターボ、GT 16Vの3グレードに絞られた。また外観にも変化が見られ、バンパーをボディ下まで覆うビッグバンパーに変更した。同年にはGLiをベースに、本革スポーツシートやサハラ・メタリックの外装色を採用した限定車も発売。
- 1.8L 直列4気筒SOHCインジェクション、90馬力（前期型:Ci/CLi/GLX/CLシンクロ）
- 1.8L 直列4気筒SOHCインジェクション、105馬力（前期型:GT、後期型:Ci/CLi/GL/GLi/GT/CLシンクロ）
- 1.8L 直列4気筒DOHCインジェクション、125馬力（GT 16V）
- 1.6L 直列4気筒SOHCディーゼルターボ、70馬力（GLDターボ）

中国ではサンタナとともに細部に変更を受けながらも2代目のジェッタが一汽大衆にて現地生産されおもにタクシー用途に用いられていたが、2012年一杯にて生産を終え新型サンタナとの同型車種へモデルチェンジされた。

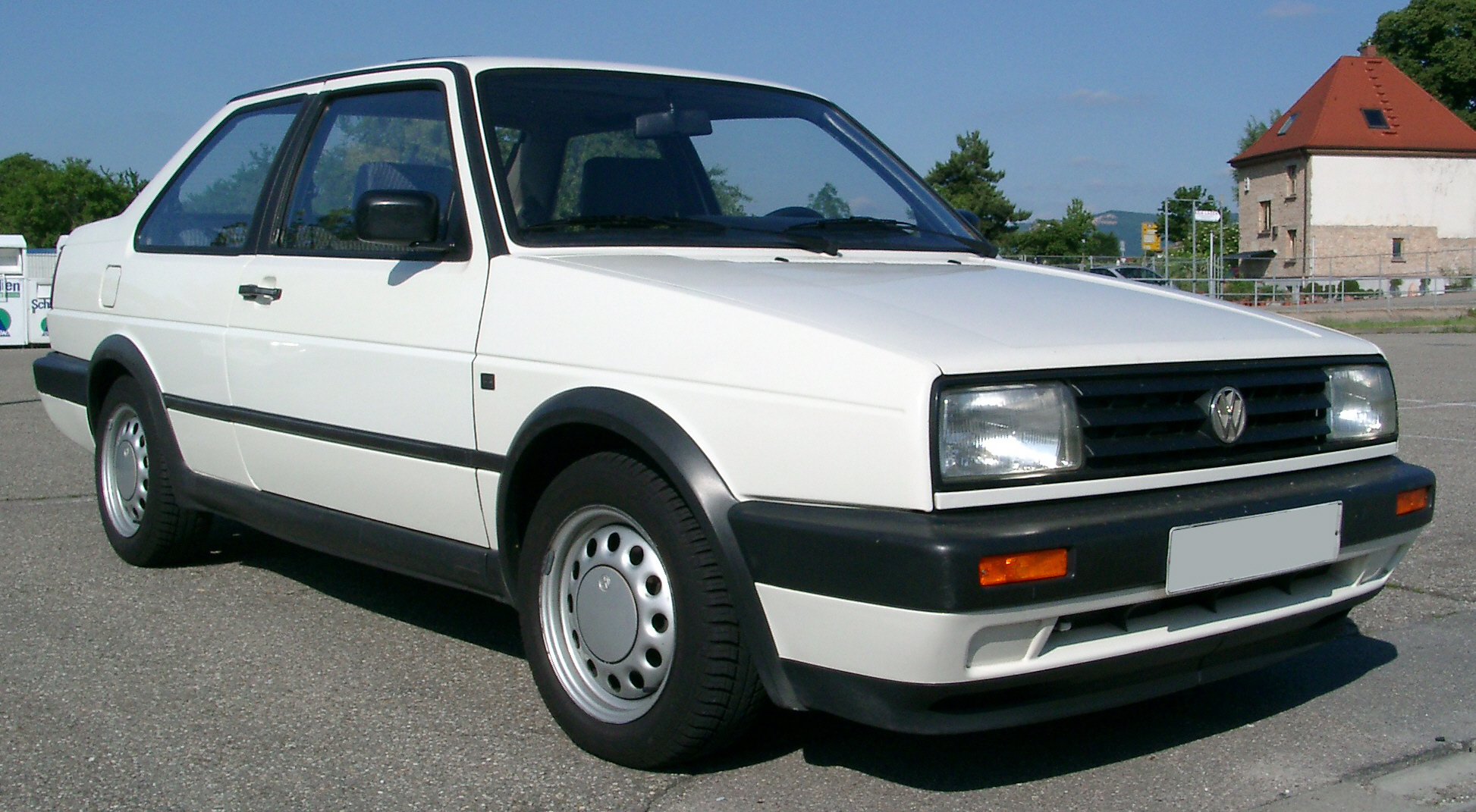
2代目ジェッタ2ドア

### 3代目
ゴルフIIIをベースとしたモデル。

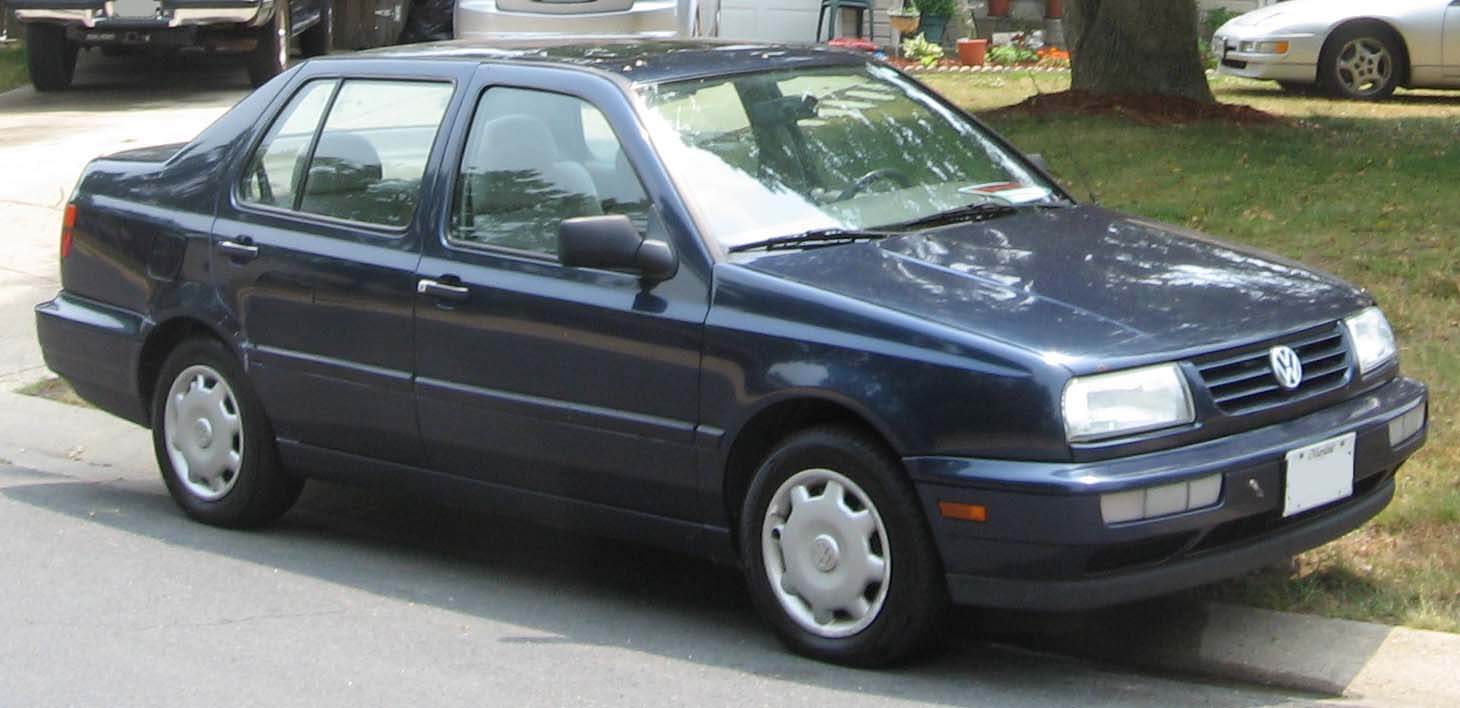
3代目ジェッタ（日本名ヴェント）

ゴルフIIIが異形丸形4灯式ヘッドライトを採用したのに対し、このモデルでは引き続き角形2灯式ヘッドライトを採用し、従来のイメージを継承している。ボディ形状は4ドアセダンのみとなった。またジェッタでは初めて狭角V型のVR6型エンジンが採用された。
なお、日本を含む世界各国では「ヴェント」の愛称で発売されたが、北米では「ジェッタ」の愛称が継承された。

### 4代目
ゴルフIVをベースとしたモデル。

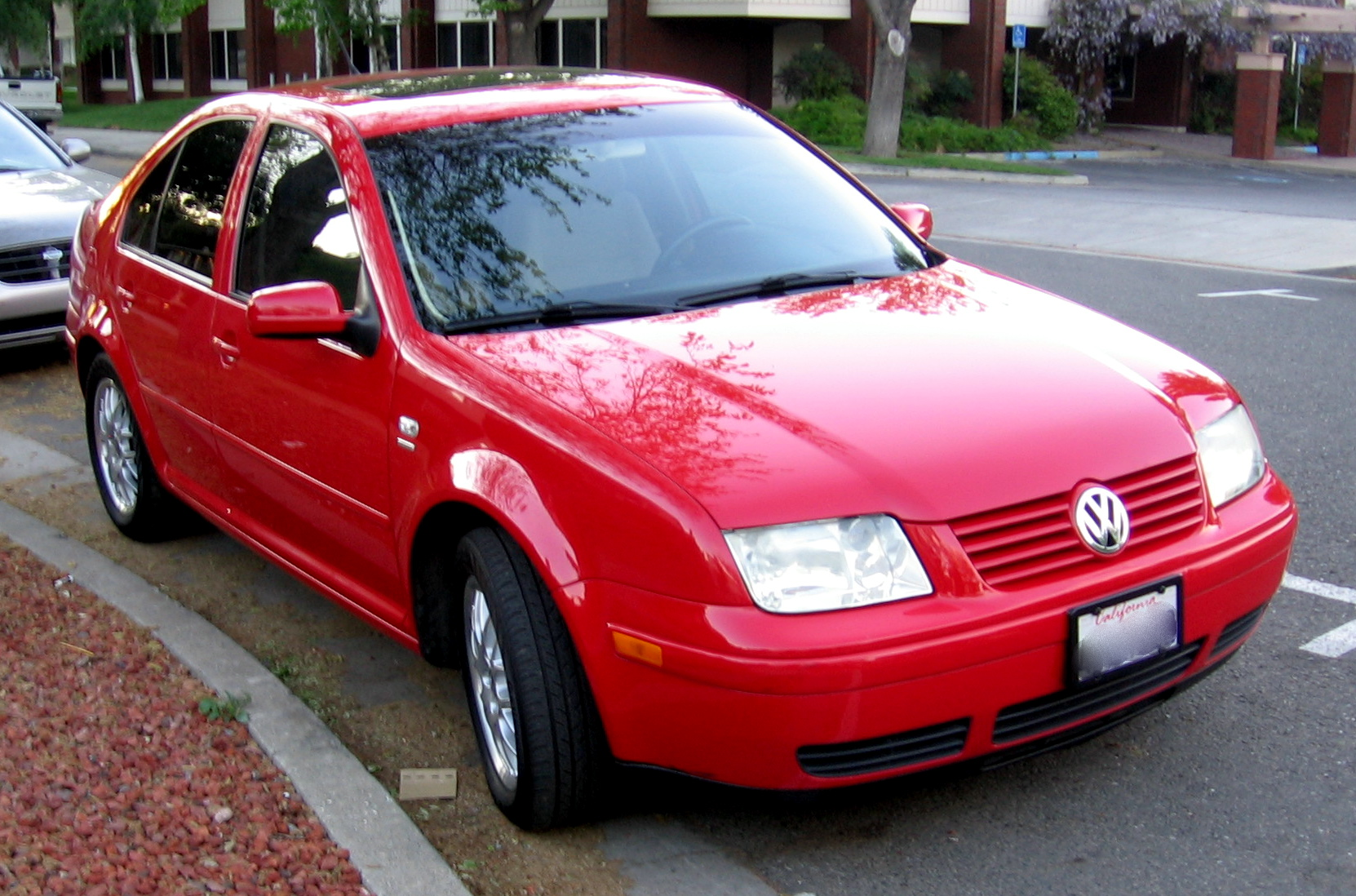
4代目ジェッタ（日本名ボーラ）

ボディ形状は4ドアセダンが最初に発売され、後に5ドアのステーションワゴン（日本未導入）が追加された。従来からのイメージを継承する角形2灯式ヘッドライトを採用するもプロジェクター式になり、さらにフォグランプやウィンカーが内蔵されている。また4ドアセダンのCピラーは深く寝せられ、ベース車であるゴルフの面影が強かった3代目までのジェッタと比べるとエレガントなイメージが与えられているが、一方で後部座席のヘッドクリアランスはやや犠牲になっている。日本仕様のエンジンはゴルフと同じ2.0L直列4気筒に加え、上級仕様として2.3L V型5気筒、2.8L V型6気筒 4MOTION (4WD) があった。
世界各国ではボーラの名称で発売されたが、北米ではジェッタの名称が継承されている。日本には4ドアセダンのみが導入された。

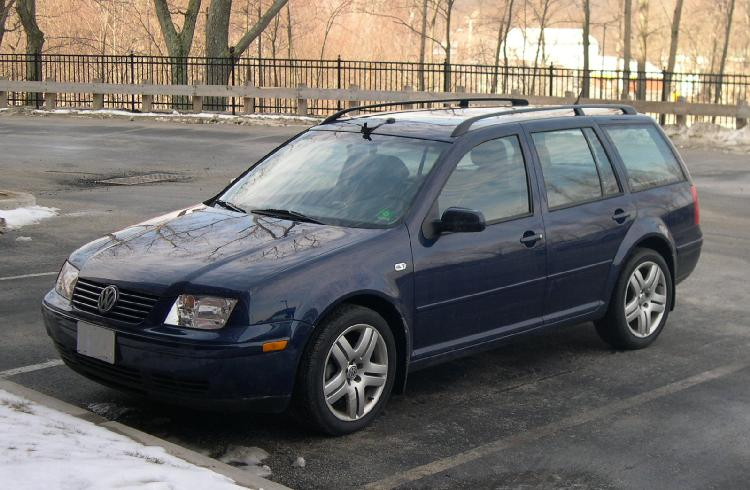
4代目ジェッタヴァリアント（兄弟車としてはゴルフワゴンが相当する）

### 5代目
ゴルフVをベースとしたモデル。

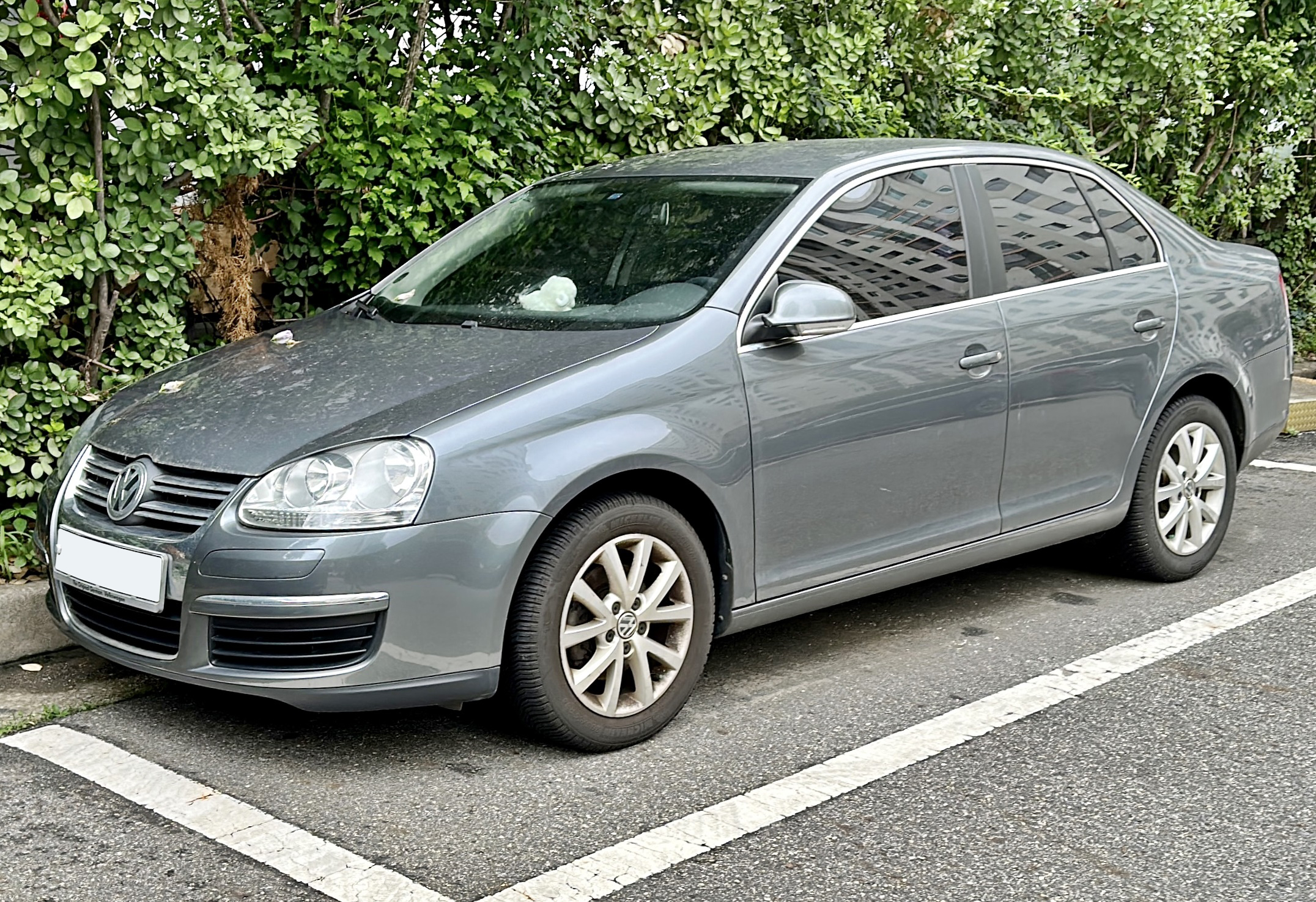
5代目ジェッタ（ドイツ、日本では3代目）

2005年のロサンゼルス・ショーでデビュー、日本では東京モーターショー2005に市販予定車として出展された。ごく一部の地域を除く全世界で「ジェッタ」の車名に統一され、欧州や日本ではかつての車名が復活するかたちとなった。メキシコとコロンビアではボーラ、アルゼンチンとチリではヴェント、中国ではサギター（Sagitar 、いて座の意）の車名が使用されている。
ボディ形状は4ドアセダンと5ドアのステーションワゴンがある。全長はセダン・ステーションワゴンともに4,565mm、ホイールベースは2,570mm。フロントデザインはゴルフV GTIとほぼ共通のものとなった一方、リアデザインは同時期に登場したパサートと共通のイメージを持つもので、LEDが採用されている。なお、ステーションワゴンは北米ではジェッタ・スポーツワーゲンを名乗るが、欧州や日本ではゴルフシリーズの一員として、ゴルフ・ヴァリアントの名称で導入されている。
2006年に日本、欧州などで販売。日本での展開は、ゴルフGLiに相当する2.0L NAエンジンに6速ATの2.0、ゴルフV GTIと同じ2.0Lターボエンジンと6速DSGを搭載する2.0Tの2グレード。2007年10月に2.0が廃止され、1.4Lターボ＋スーパーチャージャーに6速DSGを搭載したTSIコンフォートラインと、2.0Tを改称した2.0TSIスポーツラインとなった。2008年5月、限定車として2.0TSIスポーツラインをベースに、ゴルフV GTIと同型のホイールやハニカムグリル、丸型シフトノブ等を装備したGTスポーツが追加。また同年9月には、TSIコンフォートラインのトランスミッションが湿式6速DSGから乾式7速DSGに変更された。

### 6代目

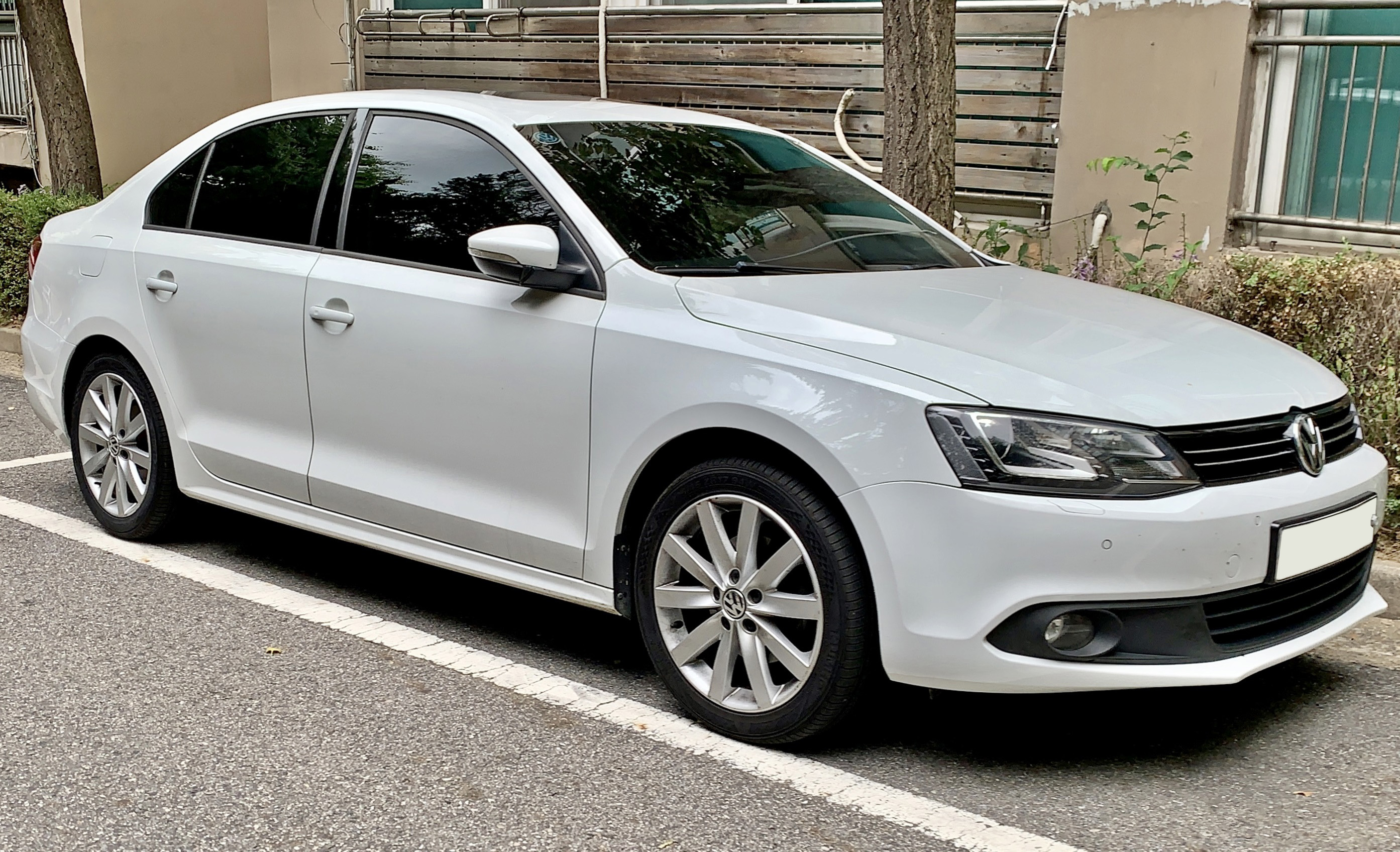
ジェッタMkVI

2010年6月にアメリカのニューヨークで発表された。
基本コンポーネントは従来通りゴルフVIのそれを流用しているが、主要市場である北米のニーズに合わせて、全長が90mm、ホイールベースが60mm大型化、後部座席の居住性を改善した。これにより、ジェッタとしては初めてゴルフとのホイールベースが一致しなくなり、ボディパネルの共用もなくなった。一方でコストダウンも進め、新車価格を大幅に引き下げて北米市場での更なる販売台数拡大を睨んでいる。
パワートレインの展開は北米市場に3種類のガソリンエンジンと1種類のディーゼルエンジン、ヨーロッパでは4種類のガソリンエンジンと2種類のディーゼルエンジンとなっている。
なおザ・ビートルは当代のプラットフォームをベースに開発されている。
先代までと異なり、セダン市場が縮小している日本市場へは投入されてない。

### 7代目

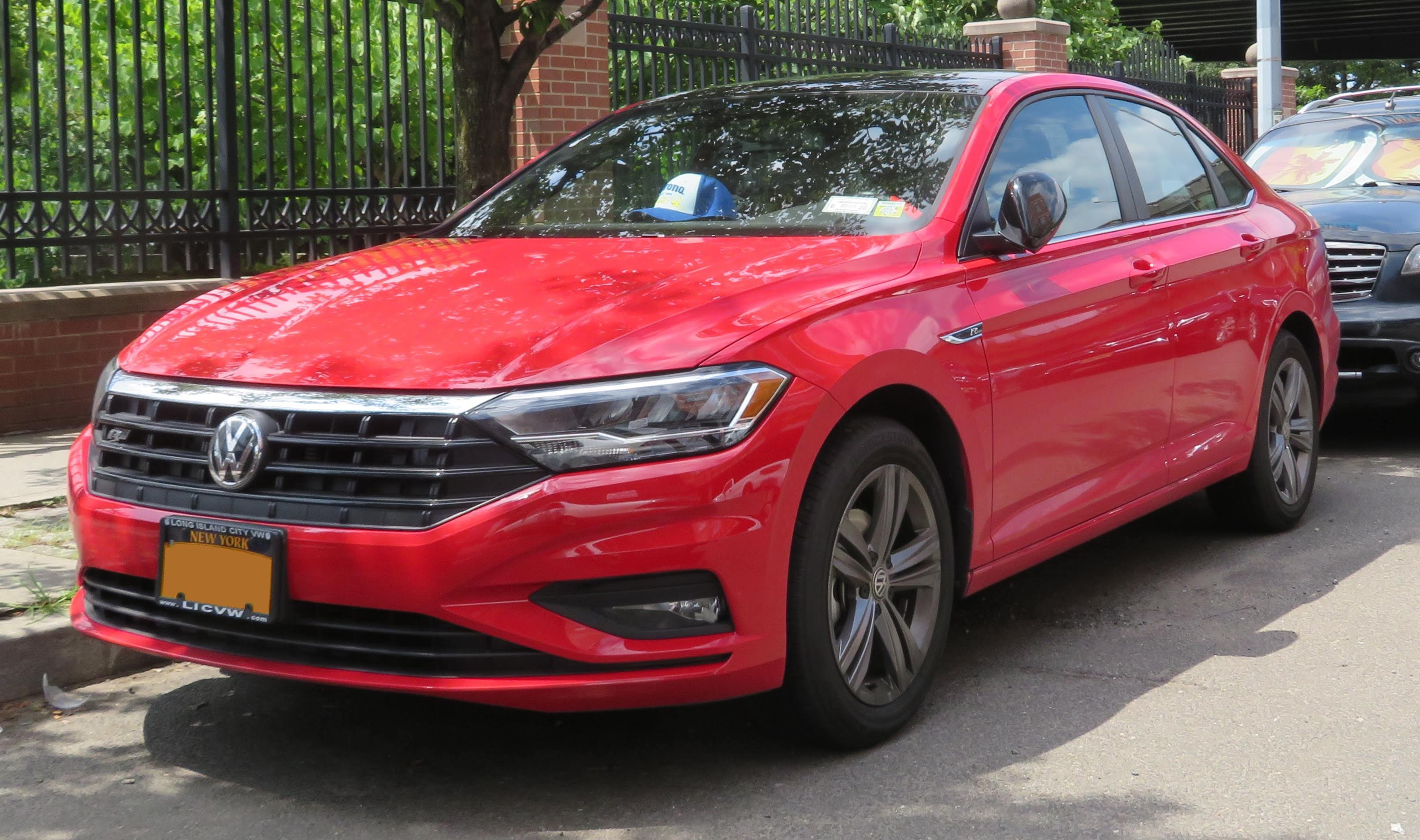
ジェッタMkVII

2018年1月の北米国際自動車ショー（デトロイトショー）で発表され、2018年半ばから北米で販売。 日本・ヨーロッパ市場では展開されていない。
全長が4700mmを超えており、第4世代パサート（B5・B5.5、1996-2011年）を上回るもしくはほぼ同等のサイズとなり、現行第6世代パサート（B8、2015年-）とも70mmの差しかなく、北米専用とされている。